# Кремидов
Кремидов (укр. Кремидів) — село в Дубовецкой сельской общине Ивано-Франковского района Ивано-Франковской области Украины.
Население по переписи 2001 года составляло 178 человек. Занимает площадь 10,127 км². Почтовый индекс — 77180. Телефонный код — 03431.